# Peter Shumlin
Peter Elliott Shumlin (Brattleboro, Vermont, 24 de marzo de 1956) es un político estadounidense del Partido Demócrata. De 2011 a 2017, ocupó el cargo de gobernador de Vermont.